# كنيسة سيدليك

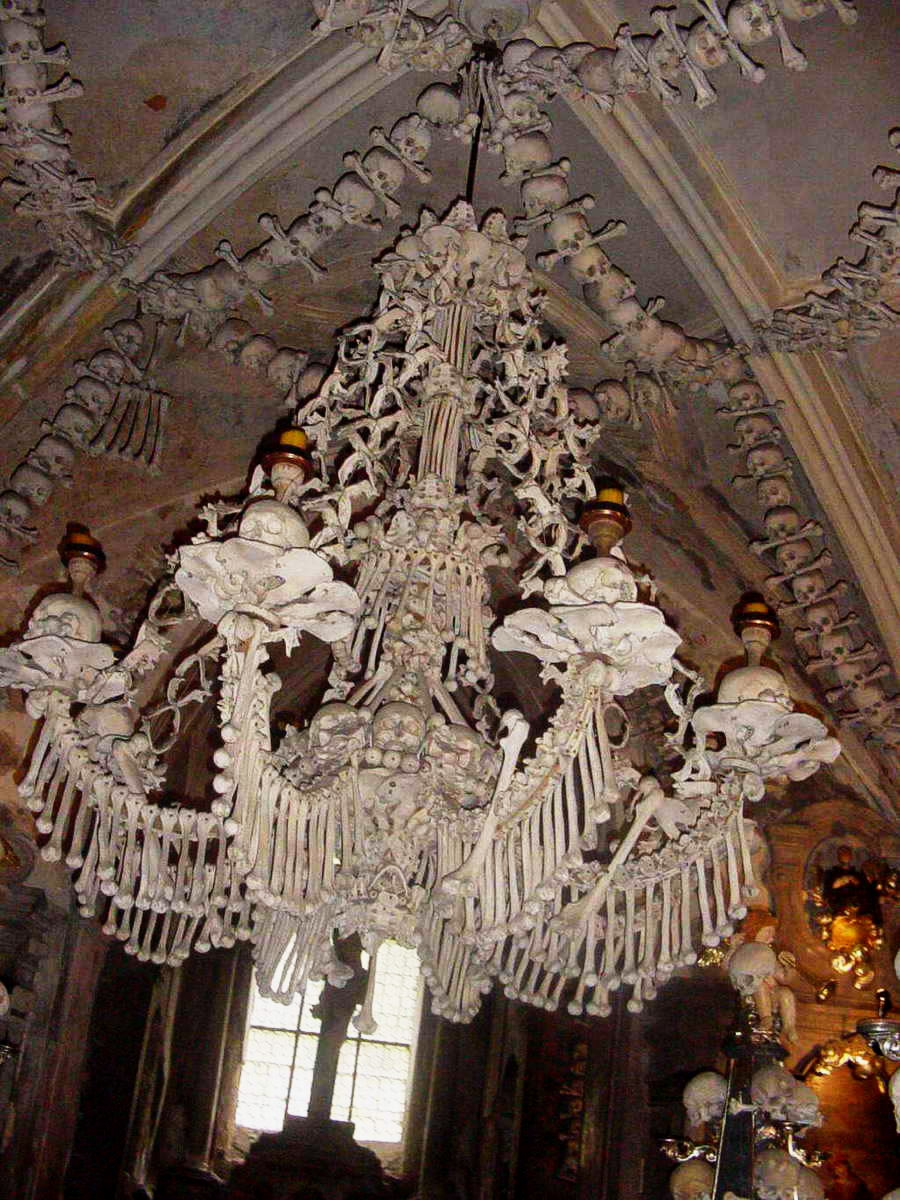
ثريا مصنوعة من العظام والجماجم

معظمة سيلدك وهي كنيسة رومانية كاثوليكية تقع تحت كنيسة مقبرة كل القديسين كجزء من دير سيلديك. وهي كنيسة أثرية غير طبيعية تقع علي بعد 70 كيلومتر شرق عاصمة جمهورية التشيك مقاطعة بارغوي في مدينة سيدليك.
وتشير التقديرات أن المعظمة تحتوي على هياكل عظمية ترجع لأشخاص يقدر عددهم بين 40 ألف ل 70 ألف شخص، وقد تم استخدام هذه العظام كديكورات وأثاث بداخل الكنيسة. ويعد الموقع من أكثر الوجهات السياحية زيارة في جمهورية التشيك، بمعدل يصل إلى 200 ألف زائر سنويًا، وقد زار الموقع حوالي 450 ألف شخص في عام 2018.

## تاريخ بنائها
بُعث هنري - راهب دير البندكتية في سيدليك - إلى الأراضي المقدسة من قبل الملك أوكتار الثاني ملك بوهيميا عام 1278 م. وعند عودته جلب معه كمية من تراب أرض جلجثة بالقدس (وتعني أرض جمجمة آدم والتي بنى عليها الإمبراطور الروماني قسطنطين الأعظم كنيسة القيامة 326_335 م).
قام الراهب بنثر التراب على مقابر الرهبان. فانتشرت تلك العادة وأصبحت مقابر سيدليك موقع جذب لكل أوروبا. وخلال جائحة الطاعون الأسود الذي تسبب في موت ما لا يقل عن ثلث سكان أوروبا بين عامي 1347 ـ 1352 م وبعد الحروب البوهيمية (وهي أول حرب أوروبية يستخدم فيها البارود وقعت بين عامي 1420_1434 م) قتل الآلاف وحرقوا وكان على مقابر سيدليك أن تتوسع.
في بداية القرن الخامس عشر بنيت كنيسة قوطية وسط المقابر بدور علوي معقود وكنيسة سفلية ليتم استخدامها كمعضمة للعظام التي تم نبشها أثناء حفر أساسات البناء ولتكون غرفة للقبور الجديدة، بعد 1511 أوكلت مهمة نبش الهياكل العظيمة وتكويم العظام في الكنيسة إلى راهب الكهنوتية نصف الأعمى.
في عام 1870 تم توظيف فرانتيسك رينت وهو نحات خشب لينظم العظام في الكنسية، وجاءت نتائج أعماله كما تبينها الصور.
تتناقل الكثير من الشائعات في الأوساط العربية ما مفاده بأن أصل هذه العظام يعود إلى مسملين قتلوا في حروب الصليبيين.